# Сораксан
Соракса́н (설악산, 雪嶽山) — самые высокие горы хребта Тхэбэксан в провинции Канвондо на северо-востоке Южной Кореи. Расположены в национальном парке рядом с городом Сокчхо. Сораксан — третьи по высоте горы в Южной Корее после вулкана Халласан на острове Чеджудо и горы Чирисан на юге страны. Пик Тэчхонбон достигает 1 708 метров в высоту.
В горах находится национальный парк Сораксан, привлекающий множество туристов круглый год, однако основное время посещения — осень.
У входа в национальный парк находятся знаменитые водопады Юктам и  Пирён, а немного далее — ещё один водопад — Товансон.
Ульсанбави — скальное образование уникальной формы в национальном парке Сораксан. Высота 873 метра. На нём находятся два буддистских храма и шарообразный камень (Хындыльбави), стоящий на верхушке камня большего размера. Этот камень 5 метров в высоту.
Согласно легенде, Ульсанбави, имеющий, по представлениям корейцев, одушевлённую природу, пришёл на Сораксан из города Ульсан с юга Кореи. После того, как были созданы горы Кымгансан, Ульсанбави отправился в путь на север в качестве представителя города. К несчастью, Ульсанбави пришёл очень поздно — для него не нашлось ночлега — и ему пришлось отправиться обратно на юг. Однажды камень решил остановиться на ночь в горах Сораксан и они ему настолько понравились, что он решил остаться там навеки.
В горах Сораксан находится несколько примечательных образований равнинного характера, среди которых долина Чхонбульдон (с кор. — «Тысяча Будд») и каменная равнина Писондэ.

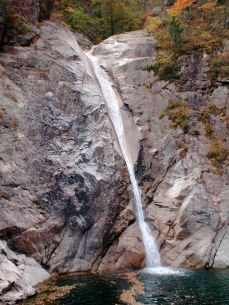
Пирён (водопад)

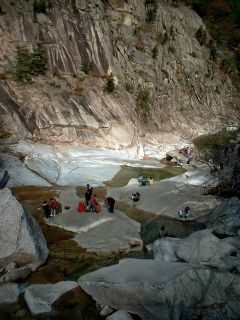
Каменная равнина Писондэ